# ستنيسو فوشيكوفسكي
ستنيسو فوشيكوفسكي (بالبولندية: Stanisław Wojciechowski) (15 مارس 1869 – 9 أبريل 1953)، سياسي وباحث بولندي، شغل منصب رئيس جمهورية بولندا خلال عام 1922.

## وصلات خارجية
- ستنيسو فوشيكوفسكي على موقع الموسوعة البريطانية (الإنجليزية)